# Año Internacional de la Conservación de los Glaciares
2025 fue proclamado Año Internacional de la Conservación de los Glaciares por la Asamblea General de las Naciones Unidas mediante la resolución A/RES/77/158, adoptada el 14 de diciembre de 2022.  La iniciativa busca proteger los glaciares, cuya desaparición progresiva representa un grave riesgo para el equilibrio ecológico del planeta, la seguridad hídrica de millones de personas y la estabilidad climática global.
Los glaciares desempeñan un papel fundamental en el ciclo hidrológico, regulando el flujo de los ríos y abasteciendo de agua a numerosas comunidades y ecosistemas. Sin embargo, el aumento sostenido de las temperaturas globales ha provocado un retroceso acelerado de estas masas de hielo, lo que conlleva impactos significativos en la biodiversidad, la seguridad alimentaria y el riesgo de desastres naturales, como inundaciones y deslizamientos de tierra.
La ONU busca, a través de esta designación, concienciar sobre la importancia de la conservación de los glaciares y promover acciones concretas para su protección. Para ello, la Organización de las Naciones Unidas para la Educación, la Ciencia y la Cultura (UNESCO) y la Organización Meteorológica Mundial (OMM) han sido designadas como organismos coordinadores de las actividades del año. Además, se ha declarado el 21 de marzo como el Día Mundial de los Glaciares, que se conmemorará con el objetivo de mantener viva la discusión sobre su preservación y fomentar compromisos a largo plazo.

## Actividades y alcance
A lo largo del año, se espera la realización de numerosas actividades dirigidas a sensibilizar a la población mundial, fortalecer la cooperación científica y política, e impulsar mecanismos de financiamiento para la protección de estas masas de hielo.
Uno de los eventos más significativos será el acto oficial de inauguración, previsto para el 21 de enero de 2025, donde líderes internacionales, expertos en cambio climático y representantes de la sociedad civil expondrán los principales retos y estrategias de acción para la conservación de los glaciares. La ONU y sus agencias promoverán la organización de foros y encuentros en distintas regiones del mundo para fortalecer el diálogo entre gobiernos, comunidades locales y organismos internacionales.
El 21 de marzo de 2025 se celebró por primera vez el Día Mundial de los Glaciares, coincidiendo con el Día Mundial del Agua. Esta conmemoración incluirá actividades en ciudades clave como Nueva York y París, donde se organizarán conferencias, exhibiciones y eventos educativos orientados a concienciar sobre la importancia de los glaciares y el impacto de su desaparición. En paralelo, diversas instituciones científicas llevarán a cabo jornadas de monitoreo y divulgación sobre el estado actual de los glaciares y las medidas necesarias para su conservación.
Otro evento relevante del año será la Conferencia Internacional sobre la Conservación de los Glaciares, que tendrá lugar en Dushanbé, Tayikistán, del 29 de mayo al 1 de junio de 2025. Este evento permitirá dar seguimiento a los compromisos adquiridos fortaleciendo mecanismos de monitoreo y cooperación internacional para enfrentar los desafíos del retroceso glaciar.
Además, la UNESCO organizará una exposición itinerante sobre montañas y glaciares, con el objetivo de ilustrar cómo el cambio climático está transformando estos ecosistemas y cómo ello repercute en la seguridad hídrica y alimentaria de las poblaciones dependientes de los glaciares. La exposición contará con contenido interactivo y recursos educativos que permitirán comprender la relación entre los glaciares y la crisis climática, fomentando el compromiso de la sociedad en su preservación.
El éxito de estas actividades dependerá en gran medida del apoyo financiero y logístico de la comunidad internacional. La ONU ha establecido un fondo fiduciario de apoyo a las actividades para la conservación de los glaciares, que será coordinado por el Secretario General en asociación con la UNESCO y la OMM. Se ha invitado a los gobiernos, organizaciones intergubernamentales y no gubernamentales, así como al sector privado, a realizar contribuciones voluntarias para garantizar la implementación de las iniciativas previstas. Con este fondo se busca, además, brindar asistencia a los países más vulnerables al retroceso de los glaciares, facilitando la creación de sistemas de alerta temprana y promoviendo la investigación científica en regiones afectadas.